# Smoking Hills
Smoking Hills (en français : collines fumantes) est une région située sur la côte est du cap Bathurst, à l'extrême-nord des Territoires du Nord-Ouest, au Canada, à côté de l'océan Arctique et d'un petit groupe de lacs.

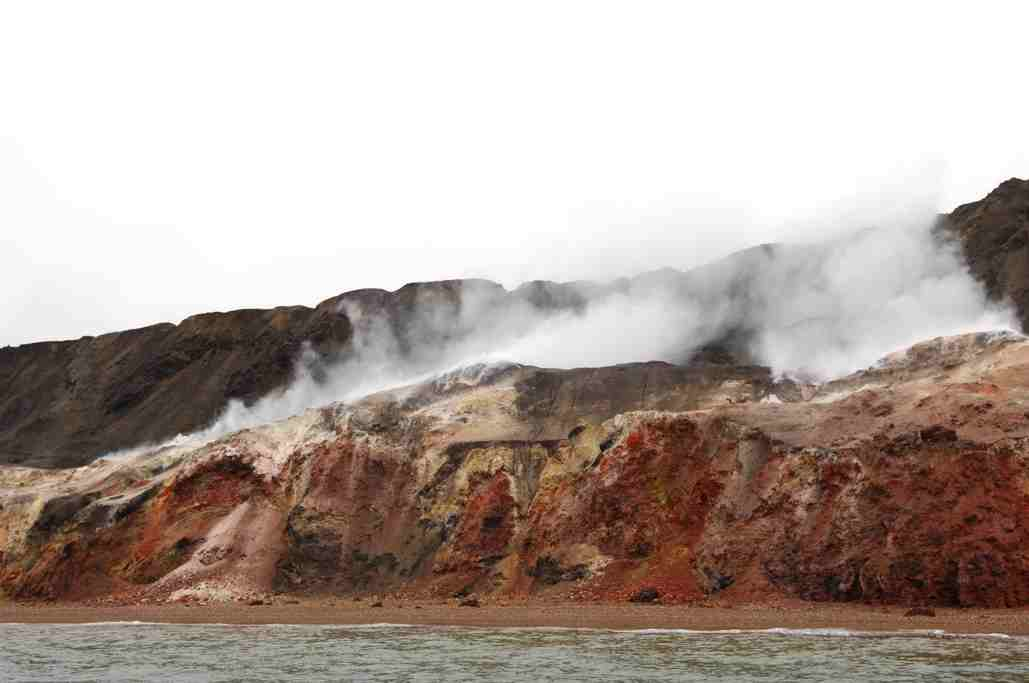
Les Smoking Hills vues de la mer.

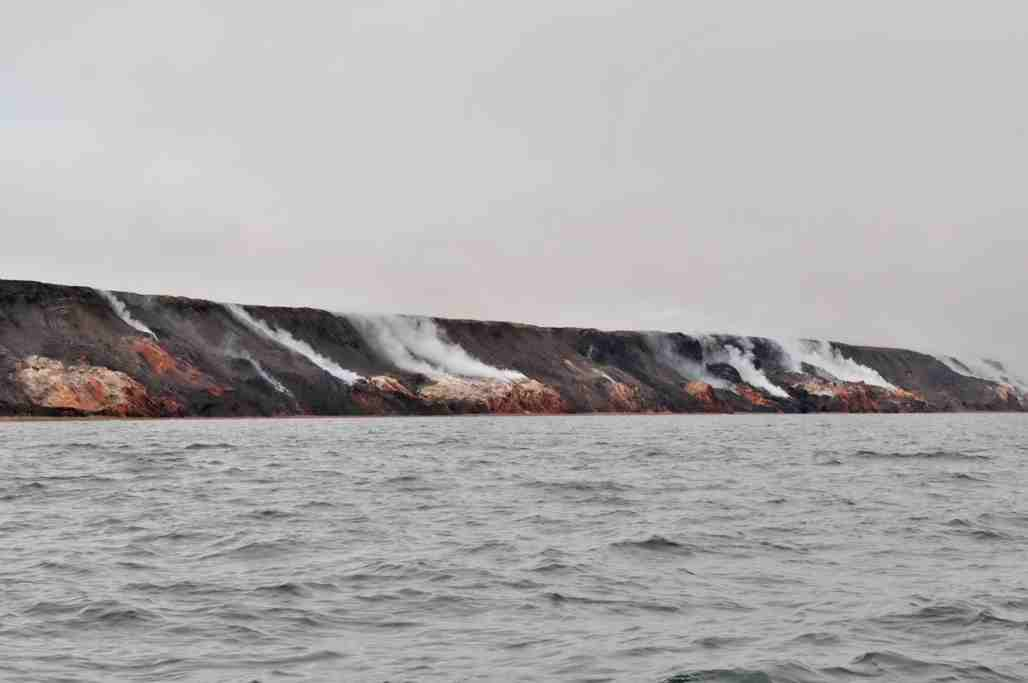
Les Smoking Hills s'étendent tout le long de la côte.

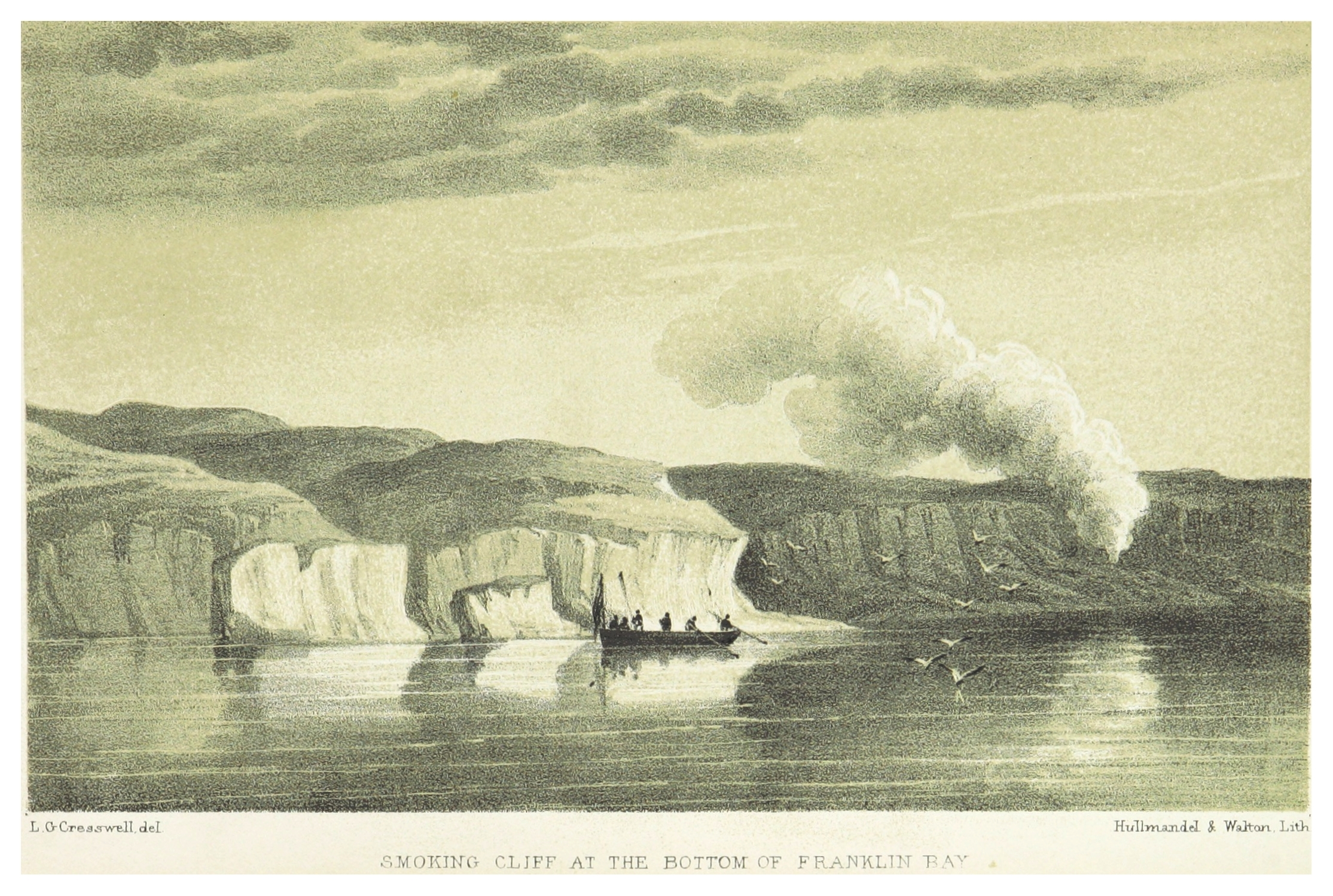
Les Smoking Hills documentées en 1857 dans The Discovery of the North-West Passage… de Robert John Le Mesurier, p. 145. Conservé à la British Library.

Les falaises ont été ainsi nommées par l'explorateur britannique John Franklin, qui fut le premier Européen à les voir lors de ses expéditions de 1826. Elles contiennent des strates d'hydrocarbures (schistes bitumineux) qui brûlent en permanence depuis des siècles.

## Géographie
Les Smoking Hills s'étendent à la jonction du golfe d'Amundsen dans la mer de Beaufort en direction nord-nord-ouest sur près de 100 km le long de la côte est de la « péninsule » de Bathurst jusqu'au voisinage du cap Bathurst. Ils ont été découverts et nommés par John Franklin lors de sa deuxième expédition polaire en 1826. Des chercheurs de l'Arctique et plus tard lui-même ont considéré à tort que le littoral enfumé était d'origine volcanique.

## Géologie
Les feux résultent de l'auto-inflammation de gisements de lignite riches en soufre ; les nuages en résultant sont à l'origine du nom donné à cette région. Au fil du temps, le dioxyde de soufre issu de la fumée a acidifié les étangs peu profonds (<1 ha pour <1 m de profondeur) dans la toundra qui couvre la région, jusqu'à un pH inférieur à 2. Des concentrations élevées de métaux (aluminium, fer, zinc, nickel, manganèse et cadmium) sont présentes dans ces étangs acides. Les sols et les sédiments ont également été modifiés chimiquement. Le biote acide dans les étangs est caractéristique des environnements acides du monde entier, contrairement au biote typiquement arctique des étangs alcalins adjacents. Bien que le sol de la région contienne beaucoup de calcaire, la solution tampon a complètement disparu.
La communauté la plus proche, le hameau Paulatuk, située à environ 105 km à l’est, porte le nom du charbon trouvé dans la région, qui est traditionnellement orthographié Paulatuuq (lieu du charbon).

## Tourisme
Des croisières sont organisées pour visiter les Smoking Hills par le passage du Nord-Ouest.